# Charles Chaynes
Charles Chaynes (* 11. Juli 1925 in Toulouse; † 24. Juni 2016 in Saint-Mandé) war ein französischer Komponist.

## Leben
Chaynes studierte am Conservatoire de Paris bei Darius Milhaud und Jean Rivier. 1951 gewann er mit der Kantate Et l’homme se vit rouvrir les portes den Premier Grand Prix de Rome. Während seines mit dem Preis verbundenen Aufenthaltes in der Villa Medici in Rom 1952–1955 entstanden sein Erstes Konzert für Streichorchester und die Ode for a Tragic Death.
1956 wurde er Produzent bei der Radiodiffusion Télévision Française (RTF). 1964 folgte er Marius Constant als Leiter des Kanals France Musique nach, von 1975 bis 1990 leitete er den service de la création musicale bei Radio France.
Neben mehreren Opern, einer Sinfonie und kammermusikalischen Werken komponierte Chaynes zahlreiche Instrumentalkonzerte, u. a. für Trompete, für Violine, für Klavier und für Orgel sowie zwei Orchesterkonzerte. 1966 komponierte er für die Organistin Marie-Claire Alain ein Konzert für Orgel, Streichorchester, Pauken und Perkussion. Sein Klavierkonzert wurde 1967 von Yvonne Loriod uraufgeführt.
Chaynes erhielt u. a. den Grand Prix Musical der Stadt Paris (1965), den Prix du Disque der Académie du disque français (1968, 1970, 1975 und 1981), den Prix de la tribune internationale des compositeurs der UNESCO (1976), den Prix musical de la SACD (1988) und den Orphée d’Or der Académie du Disque Lyrique (1996 und 2003). Er wurde als Offizier der Ehrenlegion, des Ordre national du Mérite und Kommandeur des Ordre des Arts et des Lettres ausgezeichnet und folgte 2005 Marius Constant als Mitglied der Académie des Beaux Arts nach.

## Werke
| - Concerto für Trompete und Kammerorchester, 1958 - Concerto für Violine und Orchester, 1958 - Deuxième concerto pour orchestre, 1960 - Concerto für Klavier und Kammerorchester, 1961 - Three Poems chinois, für hohe Stimme und Klavier, 1962 - Expressions contrastées für Orchester, 1965 - Alternances für Viola und Klavier, 1966 - Concerto für Orgel, Streichorchester, Pauken und Perkussion, 1966 - Four Poems of Sappho für Koloratursopran und Streichtrio, 1968 - Transmutations für Orchester, 1969 - Pour un monde noir für Sopran und Orchester, 1976 - Concerto für Klarinette, 1978 - Onze Visages ou l’antifugue für elf Streichinstrumente, 1979 - Erzsebet, Oper Chaynes nach dem Theaterstück Vers Bathory von Ludovic Janvier, 1982, 1989 - Visage mycéniens für Orchester, 1983 - Noces de sang (Bluthochzeit), Oper nach dem Schauspiel Bodas de sangre von Federico García Lorca, 1984 | - A la recherche du sacré für Orgel, 1985 - Litanies für Orchester, 1988 - Beyond the espérance, Monodram für Mezzosopran und Klavier (Text von Albertine Sarrazin) 1989 - Jocaste, Oper (Libretto: Jacques Lacarrière), 1992 - Au-delà de l’espérance, for mezzo-soprano & piano, 1993 - Concerto of time found für Violine und Orchester, 1993 - Oginoha, lumières de la poésie japonaise für Sopran, Flöte, keltische Harfe und Schlagzeug, 1993 - Concerto du temps retrouvé für Violine und Orchester, 1994 - Deuxième concerto für Trompete, 1995 - Cecilia, Oper (Libretto: Eduardo Manet), 1998 - Romancero gitan, 1999 - Poèmes rimbaldiens für Orchester, 2001 - Mi Amor, Oper (Libretto: Eduardo Manet), 2007 - Pour faire le portrait d’un oiseau für elf Streichinstrumente, unbekannt |